# 航路標識

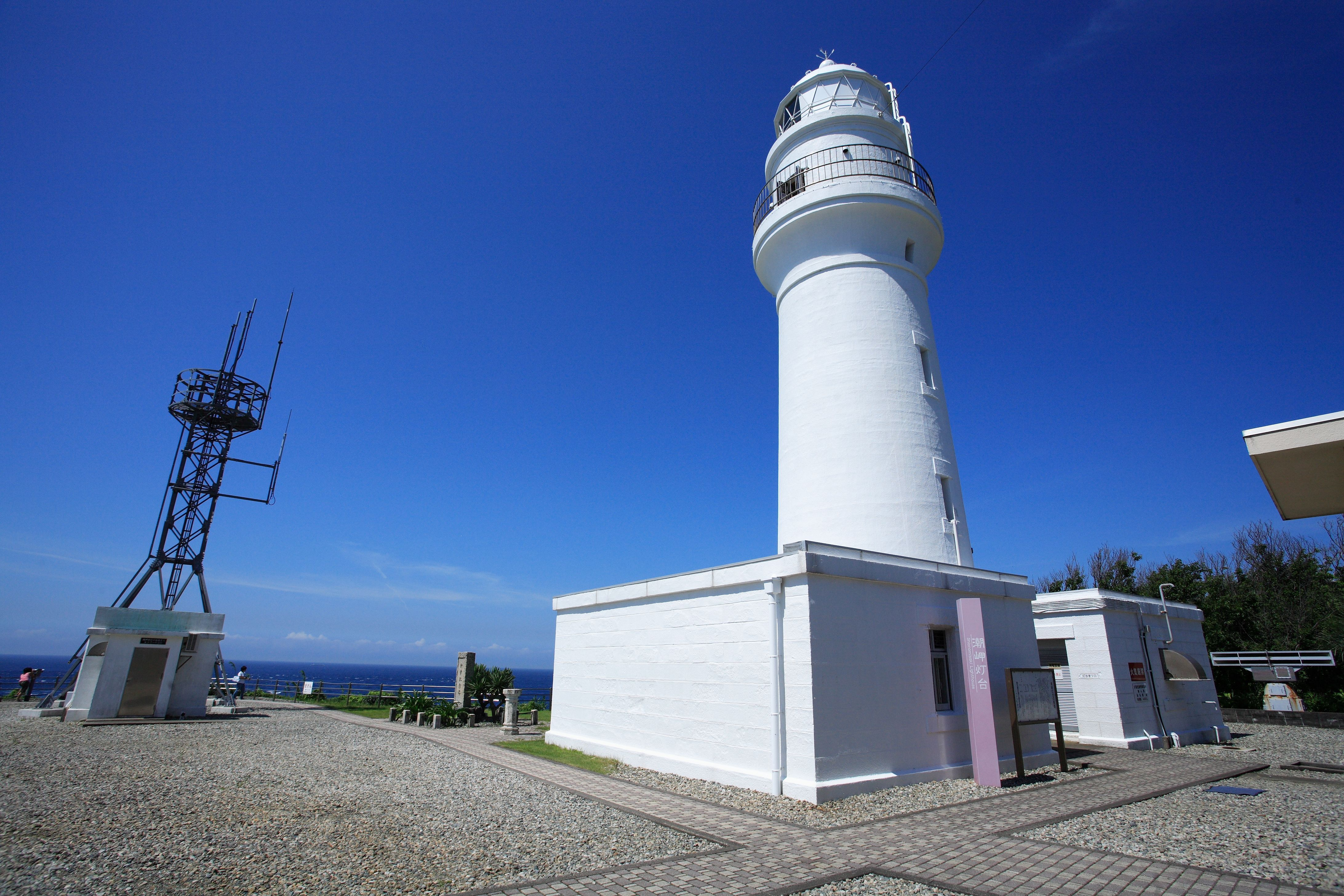
潮岬灯台

航路標識（こうろひょうしき）は、船舶が海上での位置を知るためや港への入港ルートの指標となる灯台や無線方位信号所、霧信号所などの総称。主として岬や港湾等に立つ。航路標識には多様なものがあるが、光や形を利用した光波標識（灯台、灯浮標など）、電波を利用して位置を知らせる電波標識（ロランC、ディファレンシャルGPS、無線方位信号所など）、視界が悪い時に音で位置を知らせる音波標識（霧信号所）、文字などを利用して知らせるその他の標識（船舶通航信号所、潮流信号所など）に区分される。
日本では、航路標識法において「灯光、形象、彩色、音響、電波等の手段により港、湾、海峡その他の日本国の沿岸水域を航行する船舶の指標とするための灯台、灯標、立標、浮標、霧信号所、無線方位信号所その他の施設をいう」と定められている。また、港湾法において港湾施設の一つと位置付けられている。

## 航路標識の歴史

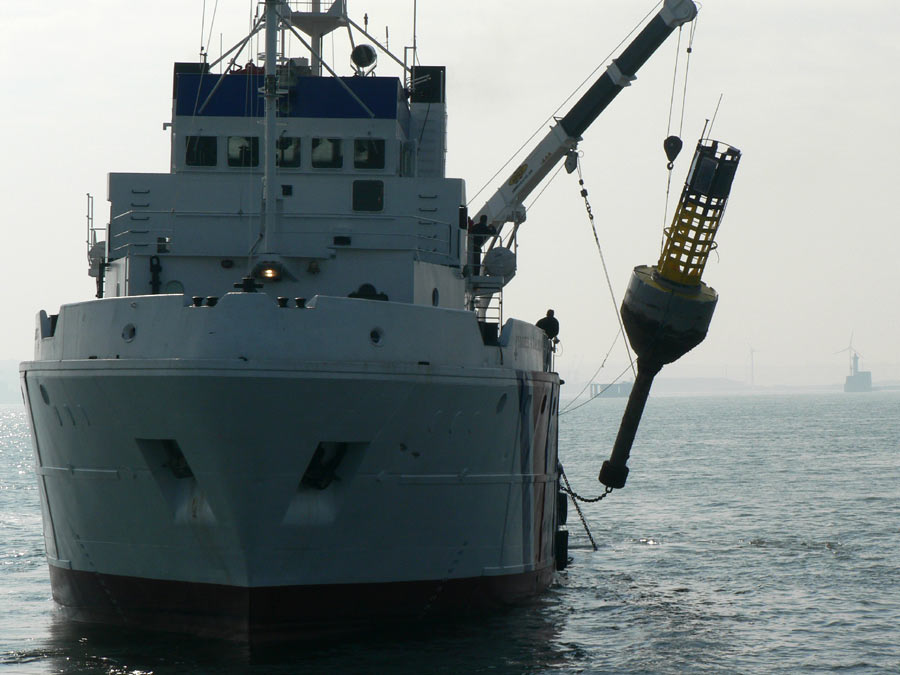
航路標識交換、保守を行うテンダー（作業船）

航路標識誕生の理由は、航海術が発達していくにつれ遠方から「自然の物体以外の」目印を確認する必要が出てきたからである。浮標の場合は暗礁の場所の告知等の手段として航路に浮きを設置した事が始まりとされている。（その後、特定の色に塗られたり、夜は照明を点灯するなどの進化を遂げていく。）
しかし当時の航路標識には世界共通の規格はなく、また各国で様々規格が生まれ長年に亘り運用される事となった。色や点灯に関する取り決めも各国で異なる状態だったので航海者に混乱を与える結果となった。
1980年に東京で開催された IALA（国際航路標識協会）浮標特別会議で IALA海上浮標式が採択され、1982年に発効したことにより国際的にほぼ統一された。しかしその際の妥協案により、側面標識についてはA方式（左舷標識が赤）とB方式（右舷標識が赤）がある。B方式を採用している地域をB地域と呼び、アメリカ合衆国及びその影響下にある国々（南北アメリカ州に属する各国、日本、韓国、フィリピン）が採用している。

## 分類

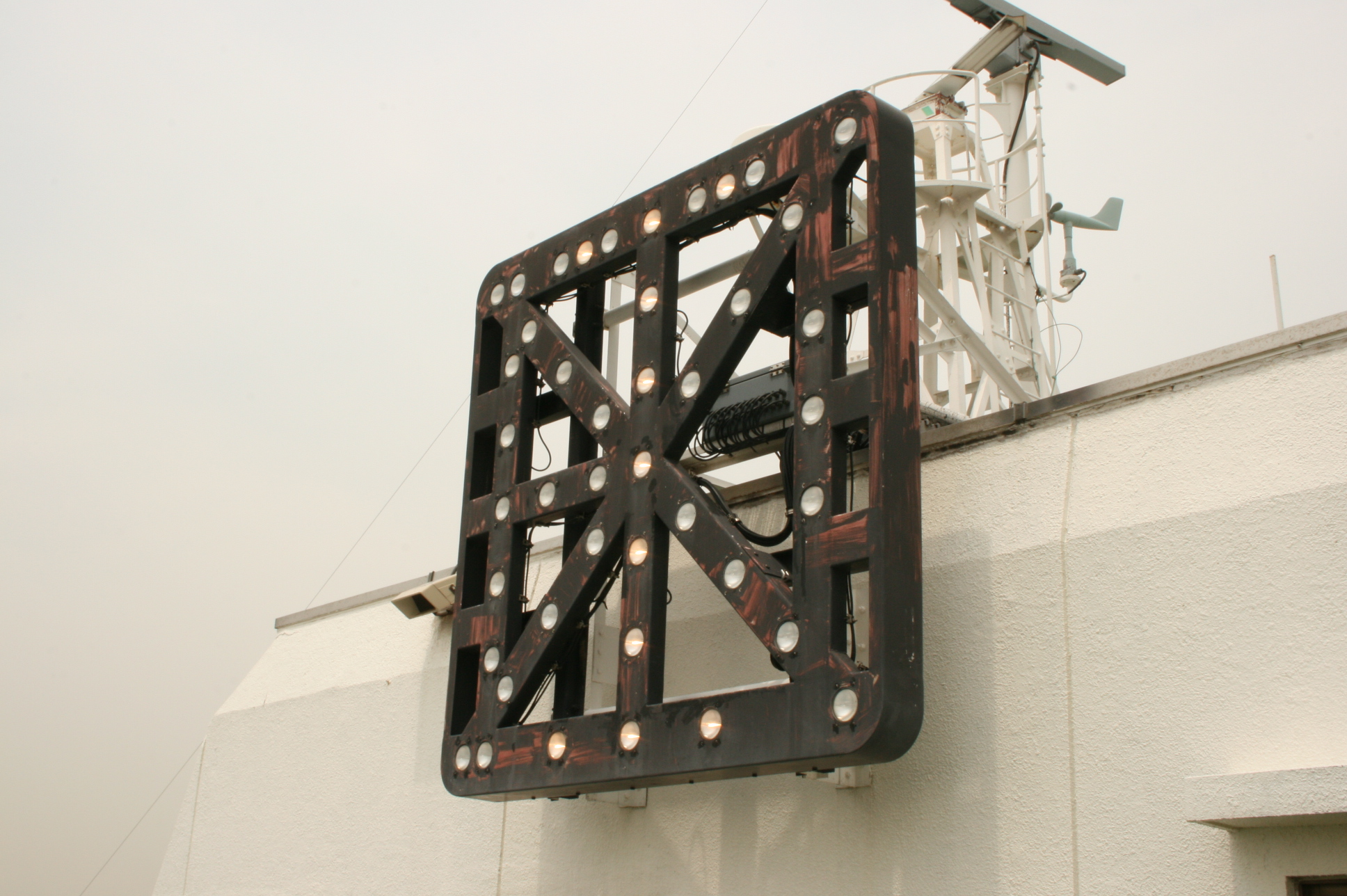
船舶通航信号（お台場船の科学館にて）。Iの点滅表示は「入航船は入航可・500トン以上は出航禁止」の意味。

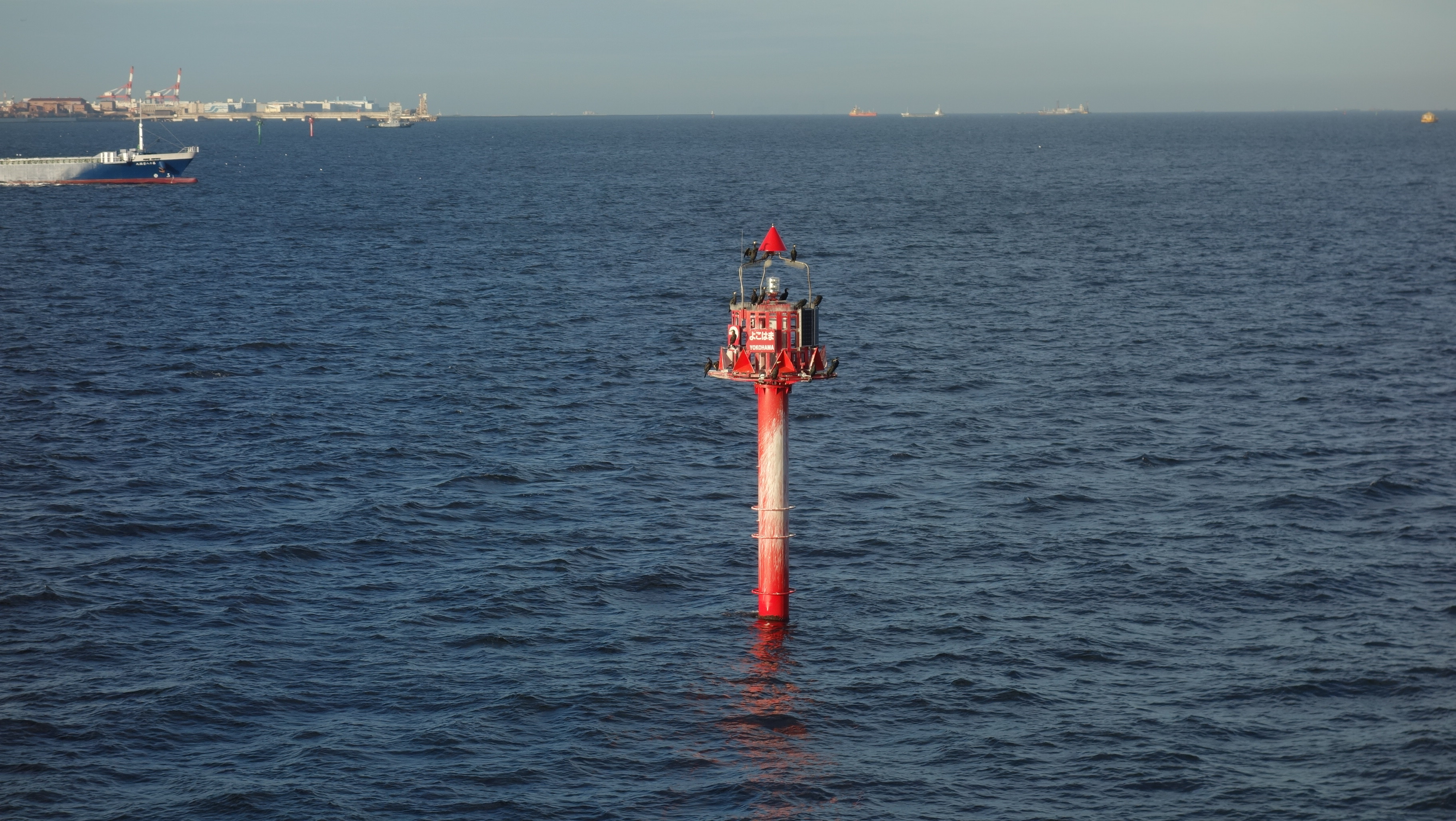
横浜航路第二号灯標

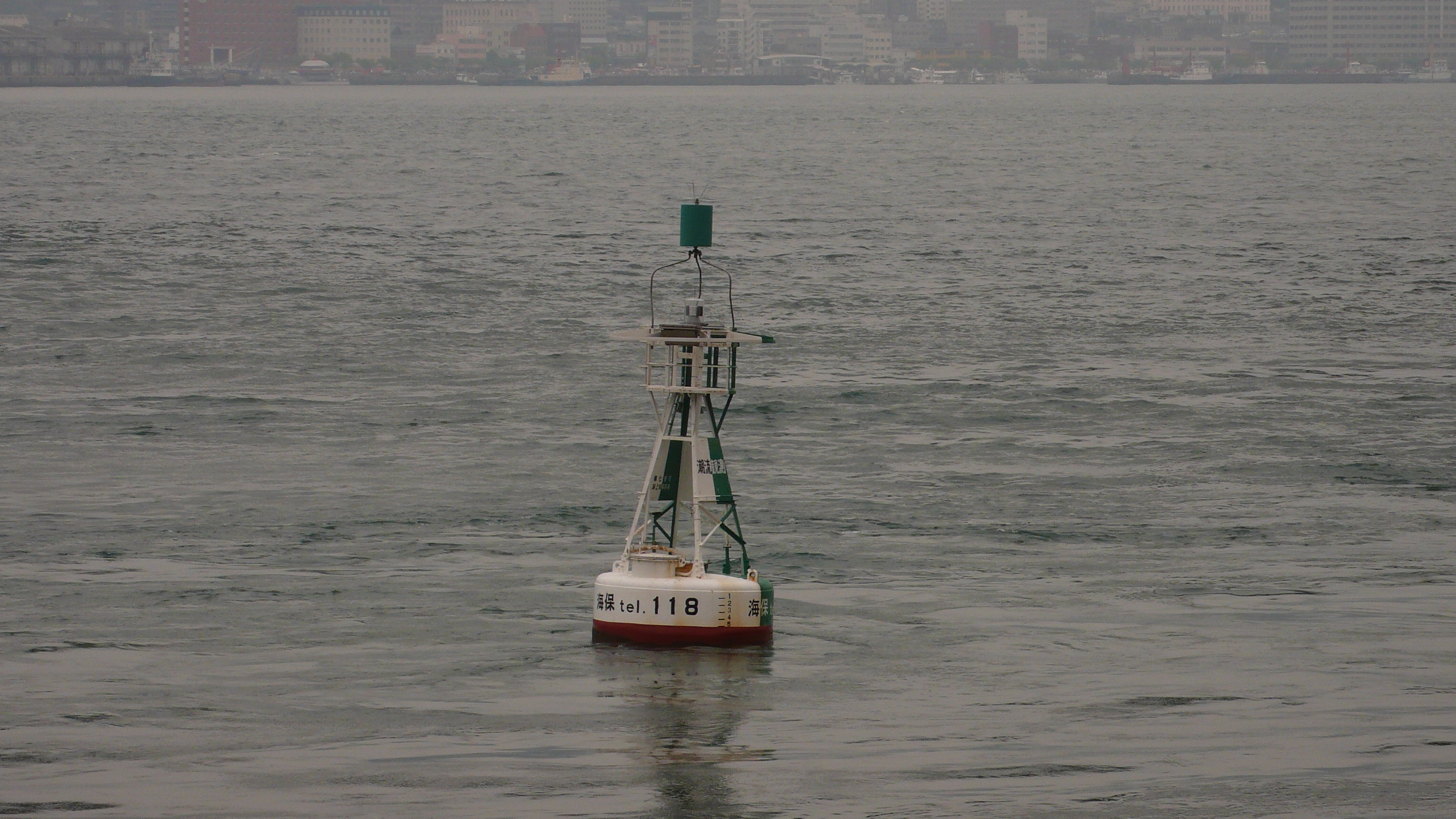
早鞆瀬戸潮流観測灯浮標。関門海峡の最狭部である早鞆瀬戸水路に設置されている潮流の向きを示す特定標識。

### 光波標識
- 夜標（灯火を発する）
  - 灯台・灯柱：船舶が航路を変更する主要点、または船位・港湾の所在などを確認する時の目標。灯台は内部に階段などを設置した塔状構造物[3]。
  - 灯標：船舶が岩礁、浅瀬等の障害物を確認する時の目標。障害物上に設置[4]。
  - 灯浮標：船舶が障害物の所在や航路を適切に航行する時の目標。海上に浮かべた構造物[5]。
  - 照射灯：船舶が障害物の所在を確認する時の目標。離れた位置から障害物を照射[6]。
  - 導灯・指向灯：船舶が狭水道や狭い湾口などで航路を適切に航行する時の目標。指向灯は高低差のある2つの灯火により構成[7][8]。
- 昼標（灯火を発しない）
  - 立標：灯標に同じ
  - 浮標：灯浮標に同じ

### 電波標識
- 無線方位信号所：中波無線を発して船舶搭載の方向探知機により方向を知らせる中波無線標識と、マイクロ波無線を発してレーダー画像上に位置を示すレーダービーコン・レーマークビーコンがある。「電波灯台」ともいわれる。
- LORAN-C：長波無線を発して船舶搭載のLORAN-C受信機により船位を知らせる。
- ディファレンシャルGPS：GPSの誤差補正値情報等を電波で知らせる。GPS単独測位の誤差が10m程度あるのに対して誤差数mと精密度が高くなる。

### 音波標識
- 霧信号所：視界不良時に音を発して船舶に対して岬や突端の方向を知らせる。濃霧の発生しやすい場所に設置される。

### その他の標識
- 船舶通航信号所：船舶交通の激しい海域・大型港湾で通航情報を電光掲示板等で知らせる。
- 潮流信号所：潮流の強い海域での潮流の状況を電光掲示板等で知らせる。

## 日本列島の水源
航路標識は「水源に向かって左側は緑色」「水源に向かって右側は赤色」と定められているが、日本列島のほぼ全域の沿岸部分や離島においては浮標の色を緑か赤かを定めるためにどこか特定の地点を「日本列島の水源」として決める必要がある。そのために便宜上として日本では与那国島を「日本列島の水源」として定めている。